# Fran Brodić
Fran Brodić (Zagabria, 8 gennaio 1997) è un calciatore croato, attaccante dell'Újpest.

## Caratteristiche tecniche
In grado di agire da prima o seconda punta, è un attaccante in possesso di discrete doti tecniche.

## Carriera

### Club
Muove i suoi primi passi nelle giovanili del Kustošija, prima di approdare alla Dinamo Zagabria nel 2011. Esordisce in prima squadra il 14 aprile 2013 nell'incontro vinto 2-0 contro l'Inter Zaprešić, subentrando all'85' al posto di Marcelo Brozovic, diventando – all'età di 16 anni, 3 mesi e 6 giorni – il più giovane esordiente nella storia della Dinamo Zagabria.
Nel 2014 viene acquistato dal Club Bruges, in Belgio. Il 31 gennaio 2018 passa in prestito al Catania, in Serie C. L'11 ottobre 2019 passa a parametro zero alla Reggiana. Il 1º ottobre 2020 torna in Croazia, accordandosi con il Kustošija, in seconda divisione.

### Nazionale
Ha giocato nelle nazionali giovanili croate Under-16, Under-17, Under-18, Under-19 ed Under-21.

## Statistiche

### Presenze e reti nei club
Statistiche aggiornate al 10 marzo 2024.
| Stagione               | Squadra                | Campionato             | Campionato | Campionato | Coppe nazionali | Coppe nazionali | Coppe nazionali | Coppe continentali | Coppe continentali | Coppe continentali | Altre coppe | Altre coppe | Altre coppe | Totale | Totale |
| Stagione               | Squadra                | Comp                   | Pres       | Reti       | Comp            | Pres            | Reti            | Comp               | Pres               | Reti               | Comp        | Pres        | Reti        | Pres   | Reti   |
| ---------------------- | ---------------------- | ---------------------- | ---------- | ---------- | --------------- | --------------- | --------------- | ------------------ | ------------------ | ------------------ | ----------- | ----------- | ----------- | ------ | ------ |
| 2012-2013              | Dinamo Zagabria        | 1.HNL                  | 1          | 0          | CC              | 0               | 0               | UCL                | 0                  | 0                  | -           | -           | -           | 1      | 0      |
| 2013-2014              | Dinamo Zagabria        | 1.HNL                  | 4          | 0          | CC              | 2               | 2               | UCL+UEL            | 0                  | 0                  | SC          | 0           | 0           | 6      | 2      |
| 2014-2015              | Club Bruges            | D1                     | 0          | 0          | CB              | 0               | 0               | UEL                | 0                  | 0                  | -           | -           | -           | 0      | 0      |
| 2015-gen. 2016         | Club Bruges            | D1                     | 0          | 0          | CB              | 0               | 0               | UCL+UEL            | 0                  | 0                  | SB          | 0           | 0           | 0      | 0      |
| gen.-giu. 2016         | Anversa                | D2                     | 1          | 0          | CB              | -               | -               | -                  | -                  | -                  | -           | -           | -           | 1      | 0      |
| 2016-2017              | Club Bruges            | D1                     | 0          | 0          | CB              | 0               | 0               | UCL                | 0                  | 0                  | SB          | 0           | 0           | 0      | 0      |
| Totale Club Bruges     | Totale Club Bruges     | Totale Club Bruges     | 0          | 0          |                 | 0               | 0               |                    | 0                  | 0                  |             | 0           | 0           | 0      | 0      |
| 2017-gen. 2018         | Roeselare              | D2                     | 3          | 0          | CB              | 2               | 1               | -                  | -                  | -                  | -           | -           | -           | 5      | 1      |
| gen.-giu. 2018         | Catania                | C                      | 4          | 2          | CI-C            | -               | -               | -                  | -                  | -                  | -           | -           | -           | 4      | 2      |
| 2018-2019              | Catania                | C                      | 17+3       | 0          | CI+CI-C         | 1+1             | 1+0             | -                  | -                  | -                  | -           | -           | -           | 22     | 1      |
| set. 2019              | Catania                | C                      | 0          | 0          | CI+CI-C         | 1+0             | 0               | -                  | -                  | -                  | -           | -           | -           | 1      | 0      |
| Totale Catania         | Totale Catania         | Totale Catania         | 21+3       | 2          |                 | 3               | 1               |                    | -                  | -                  |             | -           | -           | 27     | 3      |
| ott. 2019-2020         | Reggiana               | C                      | 11         | 0          | CI-C            | -               | -               | -                  | -                  | -                  | -           | -           | -           | 11     | 0      |
| 2020-2021              | Kustošija              | 2.HNL                  | 24         | 14         | CC              | 0               | 0               | -                  | -                  | -                  | -           | -           | -           | 24     | 14     |
| 2021-gen. 2022         | HNK Gorica             | 1.HNL                  | 9          | 1          | CC              | 1               | 0               | -                  | -                  | -                  | -           | -           | -           | 10     | 1      |
| gen.-giu. 2022         | Varaždin               | 2.HNL                  | 14         | 5          | CC              | -               | -               | -                  | -                  | -                  | -           | -           | -           | 14     | 5      |
| 2022-2023              | Varaždin               | HNL                    | 34         | 12         | CC              | 1               | 1               | -                  | -                  | -                  | -           | -           | -           | 35     | 13     |
| 2023-gen. 2024         | Varaždin               | HNL                    | 12         | 7          | CC              | 1               | 0               | -                  | -                  | -                  | -           | -           | -           | 13     | 7      |
| Totale Varaždin        | Totale Varaždin        | Totale Varaždin        | 60         | 24         |                 | 2               | 1               |                    | -                  | -                  |             | -           | -           | 62     | 25     |
| gen.-giu. 2024         | Dinamo Zagabria        | HNL                    | 5          | 1          | CC              | 1               | 1               | UECL               | 0                  | 0                  | SC          | -           | -           | 6      | 2      |
| Totale Dinamo Zagabria | Totale Dinamo Zagabria | Totale Dinamo Zagabria | 10         | 1          |                 | 3               | 3               |                    | 0                  | 0                  |             | 0           | 0           | 13     | 4      |
| Totale carriera        | Totale carriera        | Totale carriera        | 142        | 42         |                 | 11              | 6               |                    | 0                  | 0                  |             | 0           | 0           | 153    | 48     |

### Cronologia presenze e reti in nazionale
| Cronologia completa delle presenze e delle reti in nazionale ― Croazia under 21 | Cronologia completa delle presenze e delle reti in nazionale ― Croazia under 21 | Cronologia completa delle presenze e delle reti in nazionale ― Croazia under 21 | Cronologia completa delle presenze e delle reti in nazionale ― Croazia under 21 | Cronologia completa delle presenze e delle reti in nazionale ― Croazia under 21 | Cronologia completa delle presenze e delle reti in nazionale ― Croazia under 21 | Cronologia completa delle presenze e delle reti in nazionale ― Croazia under 21 | Cronologia completa delle presenze e delle reti in nazionale ― Croazia under 21 |
| Data                                                                            | Città                                                                           | In casa                                                                         | Risultato                                                                       | Ospiti                                                                          | Competizione                                                                    | Reti                                                                            | Note                                                                            |
| ------------------------------------------------------------------------------- | ------------------------------------------------------------------------------- | ------------------------------------------------------------------------------- | ------------------------------------------------------------------------------- | ------------------------------------------------------------------------------- | ------------------------------------------------------------------------------- | ------------------------------------------------------------------------------- | ------------------------------------------------------------------------------- |
| 23-3-2017                                                                       | Nedelišće                                                                       | Croazia under 21                                                                | 3 – 0                                                                           | Slovenia under 21                                                               | Amichevole                                                                      | -                                                                               | 46’                                                                             |
| Totale                                                                          |                                                                                 | Presenze                                                                        | 1                                                                               |                                                                                 | Reti                                                                            | 0                                                                               |                                                                                 |

## Palmarès

### Club

#### Competizioni nazionali
- Campionato croato: 2

Dinamo Zagabria: 2012-2013, 2013-2014
- Supercoppa di Croazia: 1

Dinamo Zagabria: 2013
- Coppa del Belgio: 1

Club Bruges: 2014-2015
- Druga hrvatska nogometna liga: 1

Varaždin: 2021-2022